# Tabula Cortonensis
Tabula Cortonensis (včasih tudi Tablica iz Cortone) je 2200 let stara, vpisana bronasta tablica etruščanskega izvora, odkrita v Cortoni v Italiji. Morda je vpisana podrobnost starodavnega pravnega posla, ki se je zgodil v starodavnem toskanskem mestu Cortona, ki je bilo Etruščanom znano kot Curtun. Vsebuje 40 vrstic, je dvostranski in tretji najdaljši napis v etruščanskem jeziku in najdaljši odkrit v 20. stoletju. Medtem ko so odkritje opravili oktobra 1992, je bila vsebina objavljena šele sedem let pozneje, leta 1999. Zamuda je bila posledica tega, da je tablico policiji prinesel nekdo, ki je trdil, da jo je našel na gradbišču. Ko je bila predana policiji, je bila tablica razdeljena na sedem drobcev, manjkal je desni spodnji kot. Preiskovalci so menili, da bi bilo, če obstoja tablice najprej ne bi razkrili, lažje ugotoviti ali je bila tablica res najdena na tej lokaciji (pregled gradbišča ni razkril nobenih drugih etruščanskih ostankov) in morda našli manjkajoči del.

## Razlaga
Nekateri znanstveniki, zlasti Larissa Bonfante in Nancy de Grummond, za to tablico menijo, da je notarsko overjen zapis o delitvi dediščine ali prodaje nepremičnine. Na tablici je sklic na vinograd (prim. vrstici 1 in 2: vinac), obdelovalno zemljo (vrstica 2: restm-c) in posestvo na ozemlju Transimenskega jezera (prim. vrstici 35 in 36: celti nɜitisś tarsminaśś) . Jezero leži vzhodno od Cortone v sodobni zahodni Umbriji.
Tablica poleg sklicev na zemljo vsebuje tudi več referenc, ki se nanašajo na opremo mize. To so  besede, za katere se zdi, da se nanašajo na krožnike (vrstica 3: spante, sposojena beseda iz Umbrije) in sol (vrstica 9: salini, tudi latinska beseda za solnico, pa tudi številne jezikovno podobne besede, kot so npr. različne oblike larisal). Poleg tega je bilo na tablici najdenih več besed (pav, clθii, zilci, atina, larz), ki so bile vpisane na etruščanske krožnike, skodelice za pitje ali vinske vrče ali kozarce.

## Opis
Tablica meri 50 centimetrov krat 30 centimetrov in je debela približno med 2 in 3 milimetre.
Ko so jo odkrili, so tablico razbili na več kosov, od tega so jih našli le sedem. Etruščanisti menijo, da manjkajoči del vsebuje samo imena in ne podrobnosti o zapuščini.

## Besedilo
Besedilo vsebuje štiriindvajset znanih etruščanskih besed in enako število predhodno nepreverjenih etruščanskih besed. Poleg tega je na tablici nov abecedni znak Ǝ (obrnjen epsilon). To pomeni, da črka Ǝ vsaj v etruščanskem narečju, ki so ga govorili v Cortoni, kjer se ta črka ekskluzivno pojavlja, označuje drugačen zvok kot črka E. Napis datira približno v leto 200 pr. n. št.